# 繸叶景天
繸叶景天（学名：Sedum blepharophyllum）为景天科景天属的植物，为中国的特有植物。分布于中国大陆的四川等地，生长于海拔3,200米至3,800米的地区，多生于山谷阳处岩石上和石墙上，目前尚未由人工引种栽培。